# Анджей Бурса
А́нджей Бу́рса (пол. Andrzej Bursa, 21 березня 1932 року, Краків, помер 15 листопада 1957 року, там само) — польський поет, прозаїк, драматург і журналіст, належав до так званого покоління «Сучасність» (pokolenia «Współczesności»), дослідники відносять його до гуртка «Проклятих поетів» (poetów wyklętych).

## Біографія
Анджей Бурса народився 21 березня 1932 року у Кракові. Його батьки (Марія і Фелікс) були вчителями, які після війни розлучилися через надмірну розбіжність у поглядах. Батько поета був запеклим комуністом, а мати походила з міщанської католицької родини. Анджей Бурса як запеклий противник марксизму протягом усього життя перебував у конфлікті з батьком.
Після закінчення війни, у 1945 році він вступив в один з краківських ліцеїв.
Пізніше поет вступив у Ягеллонський університет на секцію журналістики на філософсько-історичний факультет, але через місяць перевівся на філологічний факультет, щоб вивчати болгаристику. На третьому році покинув навчання через скрутне матеріальне становище. У лютому 1952 року А. Бурса одружився із Людвікою Шемьот, студенткою Краківської академії мистецтв. У цьому ж році у них народився син — Міхал.
З грудня 1954 до літа 1957 року поет працював репортером «Джєнніка Польськєго»(Dziennik Polski) у Кракові, і ніколи не приховував, що працює у журналі заради грошей. Цензори ретельно модифікували його тексти, які після редагування не були схожими на первинний текст.
Через матеріальні потреби А. Бурса записався до Польської об'єднаної робітничої партії (Polska Zjednoczona Partia Robotnicza(PZPR), але невдовзі викреслив себе із цього списку.
Також він викреслив своє ім'я із костельних парафіяльних книг. Таким чином А. Бурса покінчив із двома системами, з якими були пов'язані його батьки.
Останній період життя А. Бурси був позначений численними невдачами. Видавництво вирішило не публікувати його дебютний том поезій, він пішов із журналу «Дзєннік польскі», щоб таким чином виявити свій протест проти цензури. Лише після смерті поета, у 1958 році «Видавніцтво Літерацкє» (Wydawnictwo Literackie) опублікувало том «Вірші» (Wiersze).
Помер 15 листопада 1957 року через вроджену ваду серця. Протягом багатьох років через бунтівничу натуру А. Бурси помилково вважалось, що поет покінчив життя самогубством.
Під час ІІ фестивалю молодої польської поезії (II Festiwal Młodej Poezji Polskiej) у Познані поет посмертно здобув нагороду за найцікавіший поетичний дебют року.

## Творчість
Анджей Бурса знаний як «непокірний бунтівник», адже він не мирився із компромісами, кидав відкритий виклик комуністичній владі. На жаль, його літературна творчість не була настільки відомою, як його біографія.
Незважаючи на молодий вік, А. Бурса був автором багатьох зрілих і новаторських творів. На жаль, передчасна смерть не дозволила поету виробити власний авторський стиль, тому складно говорити про специфічні індивідуальні риси його поезії. Літературна кар'єра А. Бурси тривала всього лиш 3 роки, але й цього вистачило, щоб про нього говорили до сьогодні.
У своїй поезії поет не йшов на компроміс. Він звинувачував своє покоління, у тому числі й себе, за конформізм і відсутність реакції на утиски з боку влади.
А. Бурса сміливо писав на теми, які не порушувались іншими поетами, на приклад, домашнє насилля і жорстокість, садизм, критика руйнування родинних зв'язків. Відверто критикував і висміював соцреалізм і пропаганду, що знайшло відбиток у його поезії. Найчастіше використовував прийоми, властиві натуралізму.
Творчість А. Бурси сповнена бунтом, брутальністю і цинізмом, вірші характеризуються натуралізмом та антиестетикою. Бурса був поетом, який шукав стійкі гуманістичні цінності і правду про людину і самого себе. Твори поета ідеально описують тогочасне суспільство.
Бунт проти норм суспільного життя, романтичної традиції, конвенцій, моралі — це єдине поверхневе прочитання творчості поета. Поет викривав зло, що існує навколо, і робив це за допомогою адекватних художніх засобів, проте у його творах можна відзначити виразну потребу комунікації з добром. У його поетичній творчості можна виділити три групи творів:
- бунтівні вірші;
- поезії, в яких вказані нездійснені аркадійні мрії (поема «Луїза»(пол. — Luiza));
- рефлексійна лірика, що захоплює глибиною роздумів і зрілістю форми (вірш «Карнавал» (пол. — Karnawał);

А. Бурса — індивідуаліст, не пов'язував себе із жодною із багатьох на той час літературних груп.

## Твори
- Анджей Бурса опублікував у журналах (переважно студентських) тридцять сім віршів і оповідання «Масон» (пол. — Mason.). Нижче розміщено вибрані твори А. Бурси:

1. -поема «Луїза»(пол. — Luiza);
2. — повість «Вбивство тітки» (пол. — Zabicie ciotki)
3. — театральний твір — «Карбункул» (пол. — Karbunkuł)

- Вірші і їх збірки:

1. 1954 — «Голос у дискусії про молодь» (пол. — Głos w dyskusji o młodzieży)
2. 1958 — «Вірші» (пол. — Wiersze)
3. 1969 — «Твори віршем і прозою» (пол. — Utwory wierszem i prozą)

- — фантастичне оповідання, гротеск — «Змій» (пол. — Smok), опубліковане вперше у збірці «Вірші».

## Нагорода імені Анджея Бурси
З 1967 року молодим поетам присуджують Літературну нагороду імені Анджея Бурси, засновану краківськими літературними критиками.